# Isar
Isar (izg. Izar) je peta najdaljša reka na Bavarskem (Nemčija) in tretji najpomembnejši pritok Donave v Nemčiji (za Innom in Lechom). Dolga je 286 km.
Večja naselja ob reki so: Mittenwald, Bad Tölz, Geretsried, München, Freising, Moosburg, Landshut, Landau an der Isar in Plattling. Pomembnejša pritoka sta Loisach in Amper (reka).